# Sheppardia bocagei
Sheppardia bocagei là một loài chim trong họ Muscicapidae.